# Langå Kirke (Randers Kommune)
 For alternative betydninger, se Langå Kirke. (Se også artikler, som begynder med Langå Kirke)
Langå Kirke ligger i stationsbyen Langå, ca. 15 kilometer SV for Randers (Region Midtjylland). Indtil Kommunalreformen i 2007 lå den i Århus Amt, og indtil Kommunalreformen (1970) hørte den til Middelsom Herred (Gl. Viborg Amt).
Langå Kirke er bygget i romansk stil af granitkvadre på sokler og består af skib og kor samt et vestligt beliggende tårn fra senmiddelalderen. Døbefonten er ligeledes fra denne periode, mens prædikestolen stammer fra 1600-tallets renæssance. I 1868 gennemgik kirken en omfattende restaurering hvor våbenhus og skib nærmest blev bygget op fra grunden igen og en ny granitkorbue opførtes. Ved denne lejlighed blev også kor og tårn istandsat.
I 1950'erne udvidede man kirken med en ekstra korsarm for at give plads til flere siddepladser og i 2008 afsluttede man en yderligere restaurering af taget og kirkens indre.

## Eksterne kilder og henvisninger
- Wikimedia Commons har flere filer relateret til Langå Kirke (Randers Kommune)